# Lasiodora spinipes
Lasiodora spinipes é uma espécie de aranha pertencente à família Theraphosidae (tarântulas).